# خوسيه كيمارايس
خوسيه كيمارايس هو مبارز بالسيف برتغالي، ولد في 2 فبراير 1965 في Grande Porto ‏ في البرتغال.

## وصلات خارجية
- خوسيه كيمارايس على موقع أوليمبيديا (الإنجليزية)